# Antoni Łączyński
Antoni Łączyński herbu Nałęcz – chorąży gąbiński w 1774 roku, podsędek gostyniński w 1767 roku, łowczy gostyniński.

## Życiorys
Elektor Stanisława Augusta Poniatowskiego z województwa rawskiego. W załączniku do depeszy z 2 października 1767 roku do prezydenta Kolegium Spraw Zagranicznych Imperium Rosyjskiego Nikity Panina, poseł rosyjski Nikołaj Repnin określił go jako posła wątpliwego dla realizacji rosyjskich planów na sejmie 1767 roku, poseł ziemi gostynińskiej na sejm 1767 roku.